# Dan Deșliu
Dan Deșliu, născut Dan Beșleagă, (n. 31 august 1927, București, România – d. 4 septembrie 1992, Neptun, Constanța, România) a fost un politician comunist, actor și poet român adept al proletcultismului. Dan Deșliu a fost deputat în Marea Adunare Națională în sesiunea 1952 - 1957, ales în regiunea Pitești, circumscripția electorală Micești.

## Biografie
A studiat la Liceul „Matei Basarab” din București, la Liceul de Aeronautică din Mediaș, la Liceul Industrial și de Construcții din București și la Conservatorul de Arte Dramatice din București.
A activat ca actor la Petroșani și București (1946-1948).
A debutat în 1945, în revista „Lumea”, a lui George Călinescu. Publică primul său volum, „Goarnele inimii”, în 1949, perioada de instaurare a comunismului în Republica Populară Română. Cu acest volum și cu odele publicate în presă, a devenit unul dintre cei mai reprezentativi poeți ai realismului socialist (denumit proletcultism) și poate cel mai de succes poet al vremii. Este autorul baladelor „Lazăr de la Rusca” (1949) și „Minerii din Maramureș”, ce proslăveau „martirii comuniști și munca eroică a clasei muncitoare”.
Ulterior, poezia sa a evoluat spre neomodernism. În anii ’80, atitudinea lui s-a radicalizat, ajungând în ultimii doi ani dizident pe față al regimului comunist, strecurând texte împotriva lui Ceaușescu spre Radio Europa Liberă. L-a acuzat pe Nicolae Ceaușescu că se comportă de parcă ar fi „proprietarul României”.
Și-a dat demisia din PCR în 1980, după ce fusese membru din 1945.
În decembrie 1989 a devenit membru al Consiliul Frontului Salvării Naționale.
A murit înecat, în timp ce înota în mare în stațiunea Olimp.
A avut un fiu, Manole Deșliu care la rândul său a avut un fiu pe care l-a numit Dan Deșliu și o fată pe care a numit-o Rebeca Deșliu.

## Funcții
- membru al Biroului Uniunii Scriitorilor
- redactor la Flacăra
- redactor la Scânteia
- redactor-șef adjunct la Luceafărul

## Scrieri (selecție)
- Goarnele inimii, 1949
- Cântec pentru Legea cea Mare, 1949
- Lazăr de la Rusca, 1949 [5]
- Poezii. Cântec pentru slava lui Gheorghi Dimitrov, 1949
- Numele vieții (poeme), 1950
- Minerii din Maramureș (poem), 1951
- Versuri alese, 1953
- Cuvânt despre sergentul Belate Alexandru, 1956
- Cântec de ruină (poem), 1957
- Ceva mai greu (versuri), 1958
- Poeme, 1961
- Cercuri de copac (versuri), 1962
- Poezii, București. 1962
- Minunile de fiecare zi. versuri, București, 1964
- În poartă, Voinescu!, 1968
- Drumul spre Dikson, 1969
- Luminile arenei, 1969
- Regele X, 1969
- Din țara lui Nu-mă-uita, 1970
- În bătălia pierdută (versuri) (1942-1969), 1971
- Visul și veghea, 1972
- Sângele-voinicului, 1973
- Cetatea de pe aer, 1974
- Premiera se amână. București, 1977
- Un haiduc pe bicicleta sau Contra timp și spațiu cu Marin Niculescu, 1978
- Visul și veghea, 1980
- Pavăza putredă (versuri), 1981
- Roman imaginar (versuri), 1991
- Un glonț pierdut (versuri), 1991

## Premii și distincții
- Premiul Uniunii Scriitorilor: 1974, 1978
- Laureat al Premiului de stat: 1949, 1950, 1951
  - Premiul de Stat al Republicii Populare Române pentru lucrările de o deosebită valoare efectuate în anul 1949 în domeniul Literaturii, clasa II-a (8 martie 1951), „pentru poemul «Lazăr dela Rusca»”[11]
- Medalia „A cincea aniversare a Republicii Populare Române” (24 decembrie 1952) „pentru lupta și munca duse în vederea făuririi, consolidării și prosperării Republicii Populare Române”[12]
- Ordinul Muncii clasa a II-a (9 iunie 1954) „pentru merite deosebite în domeniul creației literare”[13]
- Ordinul „23 August” clasa a V-a (12 august 1959) „pentru activitate rodnică în dezvoltarea științei și culturii din Republica Populară Romînă”[14]
- Medalia „40 de ani de la înființarea Partidului Comunist din Romînia” (6 mai 1961) „pentru activitate îndelungată în mișcarea muncitorească și merite în opera de construire a socialismului”[15]
- Ordinul Meritul Cultural clasa a II-a (1971) „pentru merite deosebite în opera de construire a socialismului, cu prilejul aniversării a 50 de ani de la constituirea Partidului Comunist Român”[16]